# Distretto di Gujrat
Il distretto di Gujrat (in urdu: ضلع گجرات) è un distretto del Punjab

## Geografia
Il distretto è a 120 kilometri dalla città di Lahore e 150 kilometri da Islamabad, che ha come capoluogo Gujrat, è costituito dal molti villaggi come: Kharian, Jalalpur Jattan, Kotla Arab Ali Khan, Fate Pur Dolat Nagar, Choudowall e molti altri ancora, inoltre confina con le province di: Jhelum, Gujranwala Mandi Bahauddin, Sialkot e Bhimber-Azad Kashmir. Nel 2023 possedeva una popolazione di 3.219.375 abitanti.